# Dave Baksh

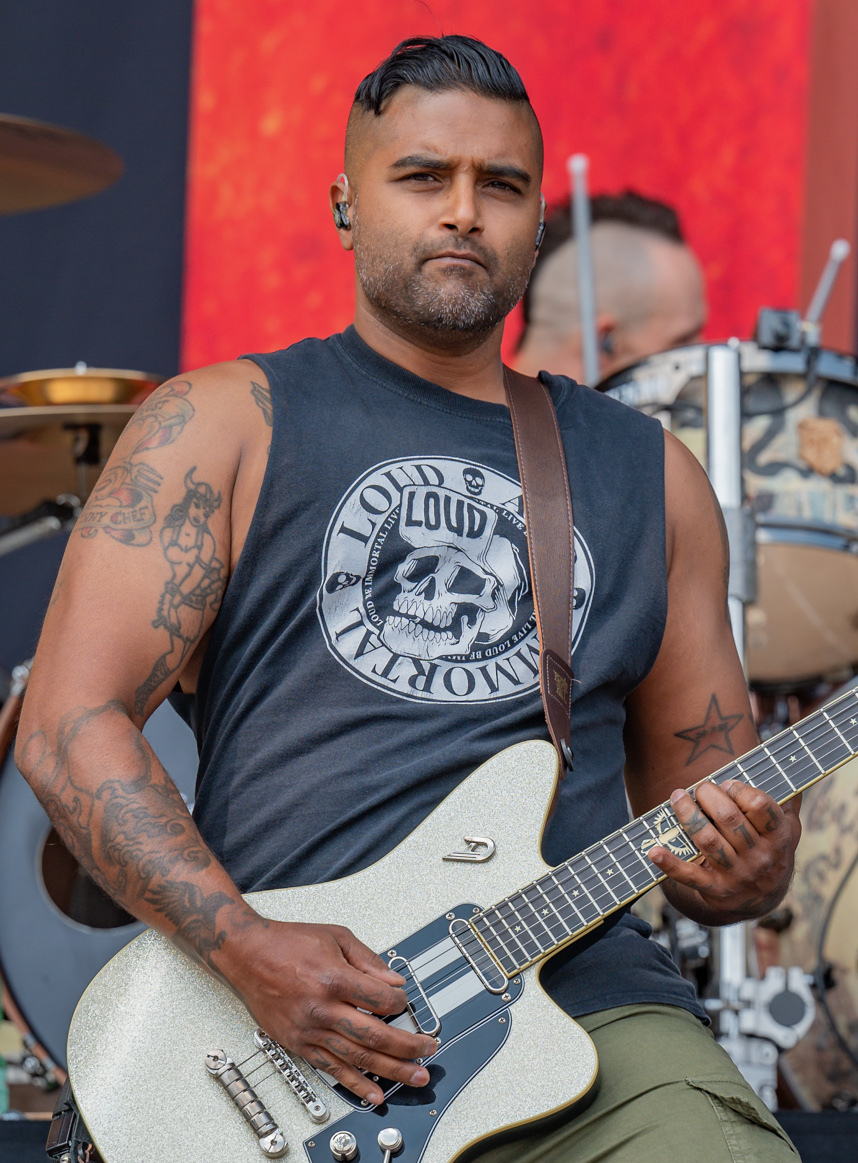
Dave Baksh, 2023

David Nizaam Baksh (* 26. Juli 1980 in Toronto) ist ein kanadischer Gitarrist, Sänger und Produzent mit indischen Wurzeln. Er ist am besten unter dem Namen Dave Brownsound oder Hot Chocolate als Leadgitarrist der kanadischen Punk-Band Sum 41 bekannt. Außerdem ist er Gitarrist seines Heavy-Metal/Reggae-Projekts Brown Brigade, das er 2003 zusammen mit seinem Cousin gründete.

## Karriere

### Sum 41 (1998–2006; 2015 bis 2025)
Baksh, Deryck Whibley und Steve Jocz gründeten 1996 die Punk-Band Sum 41. Baksh übernahm 1997 die Rolle des Leadgitarristen und war für den Backgroundgesang zuständig. Zusammen mit Jason McCaslin startete die Band eine erfolgreiche Karriere. Baksh wirkte bei den ersten 4 Alben und 4 EPs von Sum 41 mit. In einem Interview sagte er, dass seine Lieblingssongs von Sum 41 Machine Gun, Pain for Pleasure, Mr. Amsterdam und The Bitter End seien.
Am 11. Mai 2006 verließ Baksh Sum 41 aus persönlichen Gründen. Er erklärte, dass er nicht weiter versuchen könne, sich musikalisch bei Sum 41 auszudrücken, ohne ein Dorn im Auge der Band zu sein – die kreativen Differenzen seien zu groß. Er widmete sich fortan seinem neuen Projekt Brown Brigade.
Am 23. Juli 2015 stieß Baksh auf einer Comeback Show von Sum 41 bei den Alternative Press Music Awards als Gast zur Band. Im August 2015 verkündeten Sum 41, dass Baksh offiziell zur Band zurückkehrt und auf dem nächsten Sum 41 Album zu hören sein wird.

### Brown Brigade (2003 bis heute)
Baksh gründete Brown Brigade 2003 zusammen mit seinem Cousin als Nebenprojekt. Doch seit seinem Austritt bei Sum 41 ist die Band sein neuer Fokus, da er dort endlich das spielen kann, was er schon immer wollte – Metal. Bei Brown Brigade übernimmt er die Gitarre und den Leadgesang.
Das erste Album von Brown Brigade erschien im September 2007 in Kanada und Japan. Es wurde nicht sehr erfolgreich und erzielte keine Bekanntheit außerhalb dieser Länder.
Am 12. September 2008 trat Baksh als Sänger zurück und fungierte nur noch als Leadgitarrist.

### The Organ Thieves (2008 bis heute)
Seit 2008 ist Baksh Mitglied der Band The Organ Thieves. Im Januar 2009 veröffentlichten sie ihre erste EP God's Favorite Songs auf ihrer MySpace-Seite.

## Privatleben
Baksh flog von der Schule und hat somit keinen Schulabschluss. In der Zeit vor Sum 41 spielte er bei einigen Heavy-Metal-Bands, und einige seiner Einflüsse sind Metallica, Iron Maiden, Led Zeppelin und Van Halen.
Er ist mit Jennifer Baksh verheiratet.